# لصيلاب الدحبول (حورة)
'

تعديل مصدري - تعديل

لصيلاب الدحبول هي إحدى قرى عزلة حوره بمديرية حورة التابعة لمحافظة حضرموت، بلغ تعداد سكانها 54 نسمة حسب تعداد اليمن لعام 2004.